# Bulson
Bulson est une commune française située dans le département des Ardennes, en région Grand Est.

## Géographie
| Cheveuges       | Noyers-Pont-Maugis     | Thelonne   |
| Chémery-Chéhéry | Bulson                 | Haraucourt |
|                 | Maisoncelle-et-Villers |            |

### Hydrographie
La commune est dans le bassin versant de la Meuse au sein du bassin Rhin-Meuse. Elle est drainée par le ruisseau de Thelonne,.

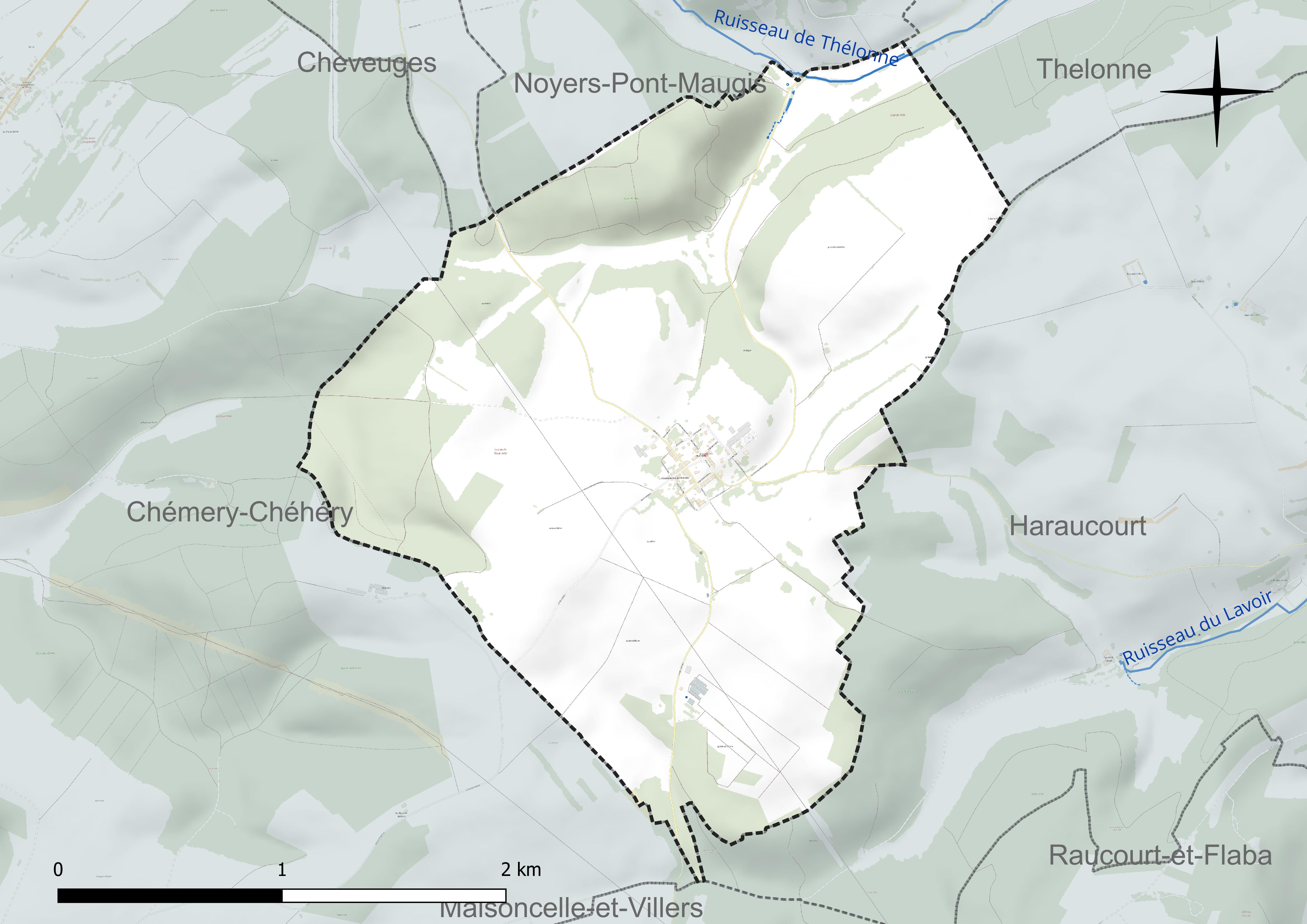
Réseau hydrographique de Bulson.

### Climat
Pour des articles plus généraux, voir Climat du Grand Est et Climat des Ardennes.
En 2010, le climat de la commune est de type climat de montagne, selon une étude du Centre national de la recherche scientifique s'appuyant sur une série de données couvrant la période 1971-2000. En 2020, Météo-France publie une typologie des climats de la France métropolitaine dans laquelle la commune est exposée à un climat océanique altéré et est dans la région climatique Lorraine, plateau de Langres, Morvan, caractérisée par un hiver rude (1,5 °C), des vents modérés et des brouillards fréquents en automne et hiver.
Pour la période 1971-2000, la température annuelle moyenne est de 9,6 °C, avec une amplitude thermique annuelle de 15,6 °C. Le cumul annuel moyen de précipitations est de 1 054 mm, avec 14,6 jours de précipitations en janvier et 10,1 jours en juillet. Pour la période 1991-2020, la température moyenne annuelle observée sur la station météorologique de Météo-France la plus proche, « Douzy », sur la commune de Douzy à 10 km à vol d'oiseau, est de 10,5 °C et le cumul annuel moyen de précipitations est de 857,0 mm. 
La température maximale relevée sur cette station est de 40,3 °C, atteinte le 25 juillet 2019 ; la température minimale est de −14,8 °C, atteinte le 3 janvier 2004,,.
Les paramètres climatiques de la commune ont été estimés pour le milieu du siècle (2041-2070) selon différents scénarios d'émission de gaz à effet de serre à partir des nouvelles projections climatiques de référence DRIAS-2020. Ils sont consultables sur un site dédié publié par Météo-France en novembre 2022.

## Urbanisme

### Typologie
Au 1er janvier 2024, Bulson est catégorisée commune rurale à habitat dispersé, selon la nouvelle grille communale de densité à 7 niveaux définie par l'Insee en 2022.
Elle est située hors unité urbaine. Par ailleurs la commune fait partie de l'aire d'attraction de Sedan, dont elle est une commune de la couronne,. Cette aire, qui regroupe 31 communes, est catégorisée dans les aires de moins de 50 000 habitants,.

### Occupation des sols
L'occupation des sols de la commune, telle qu'elle ressort de la base de données européenne d’occupation biophysique des sols Corine Land Cover (CLC), est marquée par l'importance des territoires agricoles (68,2 % en 2018), une proportion sensiblement équivalente à celle de 1990 (67,7 %). La répartition détaillée en 2018 est la suivante : 
terres arables (37,4 %), forêts (31,8 %), prairies (30,8 %). L'évolution de l’occupation des sols de la commune et de ses infrastructures peut être observée sur les différentes représentations cartographiques du territoire : la carte de Cassini (XVIIIe siècle), la carte d'état-major (1820-1866) et les cartes ou photos aériennes de l'IGN pour la période actuelle (1950 à aujourd'hui).

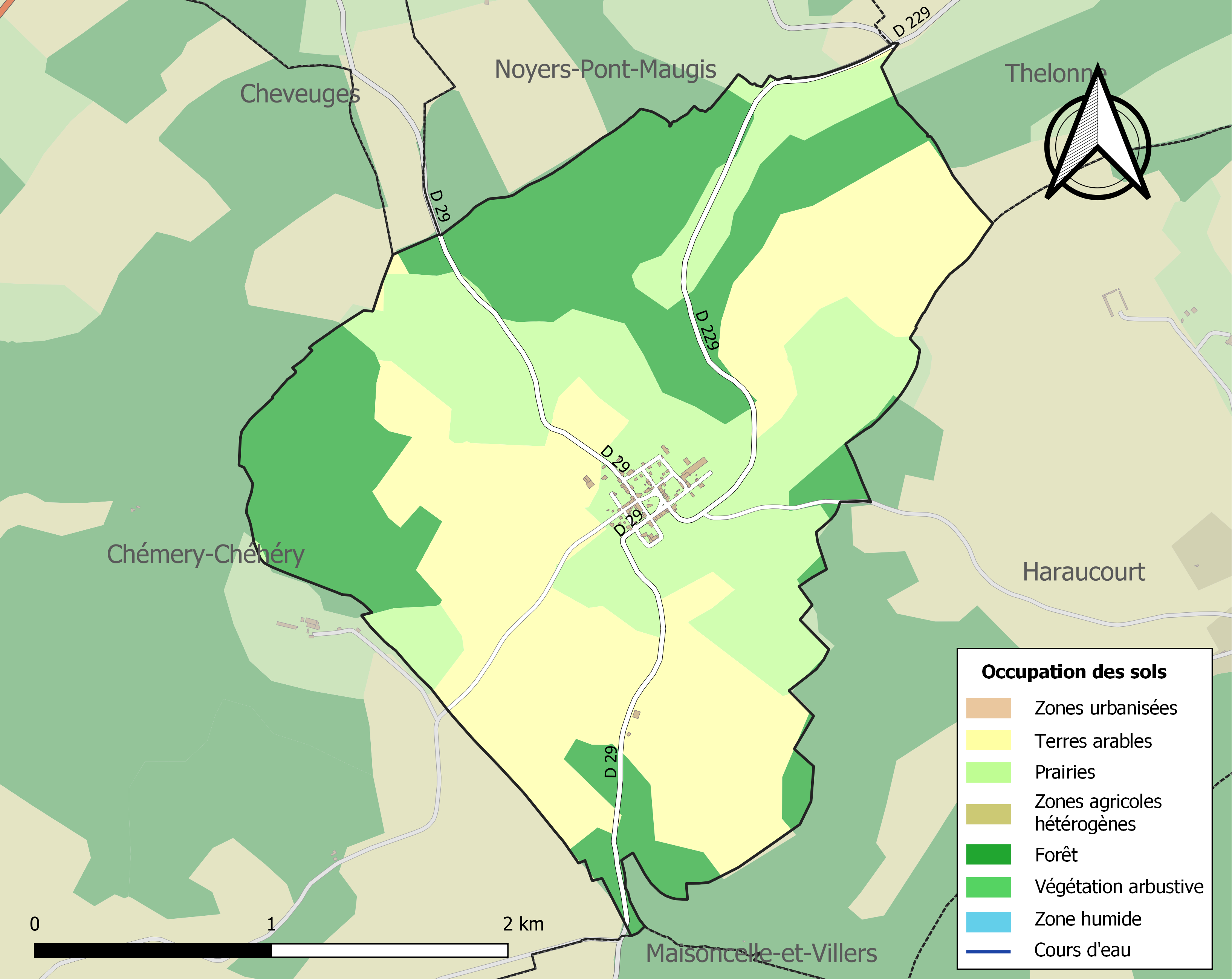
Carte des infrastructures et de l'occupation des sols de la commune en 2018 (CLC).

## Toponymie
De Bolsonacum, c'est-à-dire le « domaine de Bolson », signe d'une présence germanique dès la fin de l'Antiquité. Le toponyme se retrouve par la suite dans les chroniques de Grégoire de Tours car Bulson y abrite une résidence royale mérovingienne.

## Histoire
Au Haut Moyen Âge, Grégoire de Tours, dans le Livre IIV de son « Histoires » évoque Belsonancum, qui semble être l'actuelle Bulson : 
« Pendant ce synode, Childebert réunit les siens à sa maison de Bastoigne (Belsonnucus/Bulson), située au milieu des Ardennes. Là, la reine Brunehilde (Brunehaut) implora tous les grands pour sa fille Ingonde, encore retenue en Afrique ; mais elle en obtint peu de consolations. Alors on éleva une accusation contre Gontran Boson. Peu de jours auparavant, une parente de sa femme, morte sans enfants, avait été enterrée dans une basilique de la ville de Metz avec un grand nombre de joyaux et beaucoup d’or. Il arriva que peu de jours après c’était la fête de saint Remi, qui se célèbre au mois d’octobre. Beaucoup de citoyens, et en particulier les principaux de la ville et le duc, en étaient sortis avec l’évêque. Alors les serviteurs de Gontran Boson vinrent à la basilique où était ensevelie cette femme : ils y entrèrent, et avant fermé les portes sur eux, ouvrirent le sépulcre, et enlevèrent du corps de la défunte tous les joyaux qu’ils purent trouver. Les moines de la basilique les ayant entendus, vinrent à la porte, mais on ne les laissa pas entrer. Alors ils allèrent avertir l’évêque et le duc. Les serviteurs, après avoir pris toutes ces choses, montèrent à cheval et prirent la fuite. Mais, craignant d’être saisis en route et qu’on ne leur fit souffrir diverses peines, ils retournèrent à la basilique, remirent ce qu’ils avaient pris sur l’autel, et n’osèrent plus ressortir. Ils s’écriaient et disaient : C’est Gontran Boson qui nous a envoyés. Lorsque Childebert eut assemblé les siens en cour de justice, dans le lieu dont nous avons parlé, Gontran Boson, interpellé sur cette affaire, ne répondit rien, mais s’enfuit secrètement. On lui enleva tout ce qu’il tenait en Auvergne de la munificence du fisc, et il fut obligé d’abandonner avec honte plusieurs choses dont il s’était emparé injustement ».
De 1560 à 1642, Bulson fait partie de la principauté de Sedan.

## Politique et administration
À l'issue de l'élection présidentielle de 2017, le candidat de la France Insoumise, Jean-Luc Mélenchon, est arrivé en tête du premier tour dans la commune avec 25,27 % des suffrages exprimés (23 voix). Il devançait de deux voix la candidate frontiste Marine Le Pen (23,08 %) et de 3 voix Emmanuel Macron (21,98 %).

Le second tour s'est quant à lui soldé par la victoire par la victoire d'Emmanuel Macron (45 voix, soit 60,81 % des suffrages exprimés, contre 29 voix et 39,19 % des suffrages exprimés pour Marine Le Pen).
| Période                                  | Période   | Identité                   | Étiquette | Qualité |
| ---------------------------------------- | --------- | -------------------------- | --------- | ------- |
| 1879                                     |           | Choisy                     |           |         |
| mars 2001                                | mars 2008 | Pascal Froissard           |           |         |
| mars 2008                                | mars 2014 | Pierre-André Van Copenolle |           |         |
| mars 2014                                | mai 2020  | Frédéric Pingard           |           |         |
| mai 2020                                 | En cours  | Patrick Berteaux           |           |         |
| Les données manquantes sont à compléter. |           |                            |           |         |

## Démographie
L'évolution du nombre d'habitants est connue à travers les recensements de la population effectués dans la commune depuis 1793. Pour les communes de moins de 10 000 habitants, une enquête de recensement portant sur toute la population est réalisée tous les cinq ans, les populations de référence des années intermédiaires étant quant à elles estimées par interpolation ou extrapolation. Pour la commune, le premier recensement exhaustif entrant dans le cadre du nouveau dispositif a été réalisé en 2007.

En 2022, la commune comptait 138 habitants, en évolution de +2,99 % par rapport à 2016 (Ardennes : −2,97 %, France hors Mayotte : +2,11 %).
| 1793 | 1800 | 1806 | 1821 | 1831 | 1836 | 1841 | 1846 | 1851 |
| ---- | ---- | ---- | ---- | ---- | ---- | ---- | ---- | ---- |
| 213  | 230  | 234  | 212  | 259  | 261  | 273  | 282  | 291  |

| 1866 | 1872 | 1876 | 1881 | 1886 | 1891 | 1896 | 1901 | 1906 |
| ---- | ---- | ---- | ---- | ---- | ---- | ---- | ---- | ---- |
| 293  | 266  | 263  | 270  | 274  | 250  | 203  | 186  | 192  |

| 1911 | 1921 | 1926 | 1931 | 1936 | 1946 | 1954 | 1962 | 1968 |
| ---- | ---- | ---- | ---- | ---- | ---- | ---- | ---- | ---- |
| 189  | 115  | 123  | 107  | 122  | 99   | 92   | 100  | 100  |

| 1975 | 1982 | 1990 | 1999 | 2006 | 2007 | 2012 | 2017 | 2022 |
| ---- | ---- | ---- | ---- | ---- | ---- | ---- | ---- | ---- |
| 94   | 82   | 108  | 123  | 133  | 134  | 135  | 134  | 138  |

## Lieux et monuments
Église Saint-Laurent de Bulson, fortifiée, édifiée sur l'emplacement d'un ancien château, comme en témoigne le pré.

## Héraldique
| Blason de Bulson | Blason  | D'or au marteau grain d'orge de sable, accosté et soutenu de deux branches de cornouiller de sinople fruitées de gueules passées en sautoir, au comble bastillé aussi de sinople, à la bordure componée d'argent et de sable. |
| Blason de Bulson | Détails | Le statut officiel du blason reste à déterminer. |